# Abbazia di Saint-Gilles
L'Abbazia di Saint-Gilles (francese: ''Abbaye de Saint-Gilles'') è un monastero sito a Saint-Gilles, nel sud della Francia. 
Fondata da sant'Egidio, è inclusa nella Lista del Patrimonio dell'umanità, come parte delle Strade francesi per Santiago di Compostela.

## Storia
Secondo la leggenda, fu fondata nel VII secolo da Sant'Egidio, su terre che gli erano state concesse dal re visigoto Vamba dopo che questi aveva ferito involontariamente il santo durante una battuta di caccia. Il monastero era inizialmente dedicato ai santi Pietro e Paolo: tuttavia, nel IX secolo, fu intitolata allo stesso Sant'Egidio, divenuto una delle figure più venerate della zona. Le sue reliquie furono custodite nella chiesa abbaziale e attirarono numerosi pellegrini.
Nell'XI secolo il monastero rientrò sotto la giurisdizione di Cluny. Grazie alla sua prosperità fu ampliata e decorata dal XII al XV secolo, quando fu terminato il chiostro. Nel XVI secolo nel corso delle guerre di religione la chiesa fu devastata dagli ugonotti. I restauri si ebbero nel XVII secolo e poi, dopo ulteriori danni durante la rivoluzione francese, nel XIX secolo. 
La tomba di Sant'Egidio fu riscoperta nel 1865, diventando nuovamente meta di pellegrinaggio dal 1965.